# پارت (موسیقی)

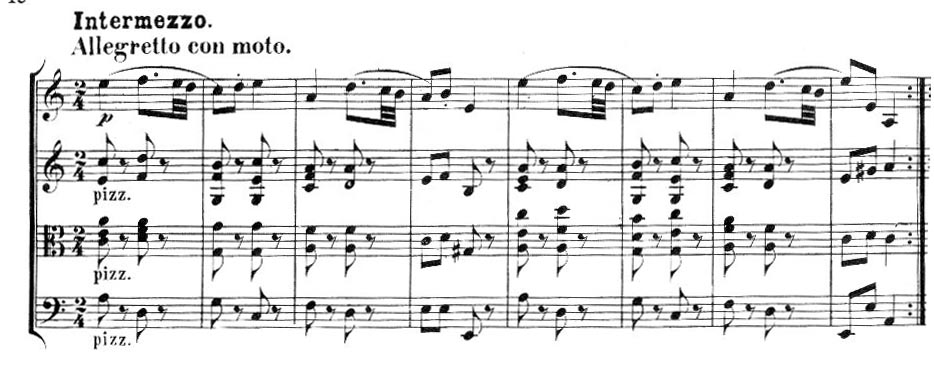
مثال از پارتیتور کوارتت زهی اپوس ۱۳، اثرِ فلیکس مندلسون که دارای چهار پارت است؛ در این قطعه پارت‌های ویلن دوم و ویولا اغلب دارای دو تا سه نتِ هم‌زمان هستند که توسط یک نوازنده اجرا می‌شود.

یک پارت (انگلیسی: Part)، یک بخش یا یک صدا، به‌طور کلی به معنای یک ملودی تنها یا یک همراهی تنهای هارمونیک است که به یک گروه بزرگتر یا به بخشی از ترکیب یک موسیقی چندصدایی اشاره دارد. پارت‌نویسی معانی مختلفی از جمله جداکردن و کپی فیزیکیِ یک بخش صدا از پارتیتور برای اجرای موسیقی و یا شناسایی بخش‌های پولیفونیک صداها در یک ساز مانند پیانو دارد.

## تعریف

یک میزان از فوگ شماره ۱۷ در لا بمل ماژور (BWV 862)، اثر: یوهان سباستیان باخ از کتاب کلاویه خوش‌آهنگ (قسمت اول). اجرای هم‌زمان چندصدایی کنترپوانتال: دو پارت یا دو صدا در هر بخش از خطوط حامل، ممکن است از طریق دُمِ نت‌ها از هم متمایز شوند. جدا بشنوید:

این واژه معمولاً در چندین معنا به‌کار می‌رود:
- کپی فیزیکی از نت‌های نوشته‌شده در پارتیتور که فقط متعلق به یک ساز یا یک صدا است (بر خلاف پارتیتور که نت‌های همهٔ سازها یا صداها در یک صفحه نوشته می‌شود).[۱]
- پارت یک نوازنده معمولاً حاوی دستورالعمل‌هایی برای سایر نوازندگان گروه نیست، بلکه فقط دستورالعمل‌هایی برای آن فرد و ساز است.
- در ارکستر سمفونیک، هر گروهی (به‌عنوان مثال گروه ویلنسل‌ها) از نوازندگان حتی اگر قطعه‌ای را هم‌صدا اجرا کنند، اما باز هم هر کدام کپی فیزیکیِ (پارت) جداگانه‌ای دارند.[۱] در گروه‌هایی مانند موسیقی راک، ممکن است احتیاجی به نسخهٔ فیزیکی وجود نداشته باشد و نوازندهٔ باس، پارت خود را بدون صفحهٔ نت بنوازد.
- در سازهایی مانند پیانو که هم‌زمان دارای چند بخش هستند، اغلب می‌توان پارتِ صداهای بالایی، میانی یا پایینی را شناسایی کرد. از سوی دیگر در گروه کر نیز صداهای بیرونی و درونی که توسط گونه‌های مختلف صدا اجرا می‌گردد، پارت نامیده می‌شود.[۲]
- در مقیاسی بزرگتر به بخش‌هایِ فرم موسیقی (A–B–A) در یک قطعه گفته می‌شود.

## پارت‌نویسی و چندصدایی
پارت‌نویسی (یا صدای پیشرو)، آهنگسازی با در نظر گرفتن هارمونی و کنترپوان است. در زمینهٔ آهنگسازی برای چندصدایی، ممکن است از اصطلاح «صدا» به جای «پارت» برای نشان‌دادنِ یک خط ملودیک یا لایه‌ای از بافت موسیقی استفاده شود. این اصطلاح (چندصدایی) عمومی است و به این معنا نیست که این خط باید لزوماً دارای کاراکتر آوازی باشد و ممکن است به موسیقی سازی، عملکرد یک خط در ساختار کنترپوان یا صرفاً به منطقهٔ صوتی اشاره داشته باشد («در چندصدایی اولیه، پارت‌نویسی بر اساس گسترهٔ صوتی وکال یا منطقهٔ صوتی نبود بلکه بر اساس کارکرد آنها در ساختار کنترپوانتال نام‌گذاری می‌شدند [...] و با این نام‌ها در بخش باس برای قطعات، شروع به مفهوم پارت در یک محدودهٔ صوتی کردند»).
موضوع اصلی در تاریخ موسیقی اروپا، جستجو در بارهٔ نحوهٔ پیشرفت در موسیقی چندصدایی و پارت‌نویسی است. اولین قطعات یاد شده در این مورد سرودهای گریگوری بودند. همچنین به‌نظر می‌رسد «مجموعهٔ قطعات چندصدایی» از کتاب کودس کالیکسینوس (قرن دوازدهم) نوشتهٔ یعقوب پسر زبدی، به‌عنوان قدیمی‌ترین پارت‌های موسیقی قابل رمزگشایی باشد. در بسیاری از متون تاریخی، توسعهٔ قواعد جدید برای نامطبوعیت صداها و تغییرات احتمالیِ سبک موسیقی را در روابط بین پارت‌ها دنبال می‌کنند.

## فرم موسیقایی
یک پارت، در فرم‌های موسیقی ممکن است به زیربخشی از ساختار یک قطعه اشاره داشته باشد. گاهی اوقات «پارت» عنوانی است که آهنگساز یا ناشر به بخش‌های اصلی یک اثر بزرگ، به‌ویژه اوراتوریو داده‌است. به‌عنوان، مثال مسیحا اثر جرج فردریک هندل به سه پارت اول (I)، پارت دوم (II) و پارت سوم (III) تقسیم‌بندی شده‌است که هر کدام دارای چندین صحنه از آریا یا گروه کر است.
«پارت» گاهی اوقات برای اشاره به هر بخش قابل شناسایی از قطعه به معنای کلی‌تر استفاده می‌شود. به‌عنوان مثال این مورد در فرم سه‌تایی پرکاربردتر است که معمولاً به صورت A-B-A ارائه می‌شود. در این شکل قسمت اول و سوم (A) از نظر موسیقایی یکسان یا تقریباً مشابه هستند، در حالی که قسمت دوم (B) به نحوی با آنها در تضاد است. در معنای این نوع از فرم، اصطلاحات مشابهی مانند: «بخش»، «دور» یا «چرخش» نیز به‌کار می‌رود.

## یادداشت
1. ↑  Codex Calixtinus
2. ↑  سه بخش از کتاب شامل موسیقی است: کتاب اول، ضمیمه اول و ضمیمه دوم. این قطعات بسیار مورد توجه موسیقی‌شناسان است زیرا شامل نمونه‌های اولیۀ چندصدایی است.[۴] با این حال نامطبوعی‌های زیادی در این قطعات که برای سه‌صدا نوشته شده‌است وجود دارد و محققین را به این باور رسانده که ممکن است این آثار هدف اولیۀ موسیقی چندصدایی نبوده باشد.[۵]

## یادکرد
1. 1 2  Drabkin, William. "Part (i)". Grove Music Online. Oxford University Press. Retrieved 10 August 2017.
2. ↑  Drabkin, William. "Part (ii)". Grove Music Online. Oxford University Press. Retrieved 10 August 2017.
3. ↑  Drabkin, William. "Part (iii)". Grove Music Online. Oxford University Press. Retrieved 10 August 2017.
4. ↑  
The Library of the Medieval Institute. "Codex Calixtinus". University of Notre Dame. Archived from the original on 2008-01-27. Retrieved 2008-02-16. {{cite journal}}: Cite journal requires |journal= (help)
5. ↑  Taruskin, Richard. The Oxford History of Western Music, vol. 1, Oxford University Press: 2005, p. 165.
6. ↑  Van der Werf, Hendrik (1993). The Oldest Extant Part Music and the Origin of Western Polyphony, p.vii. H. van der Werf.
7. ↑  Drabkin, William. "Part (iii)". Grove Music Online. Oxford University Press. Retrieved 10 August 2017.
8. ↑  "part". Oxford Companion to Music. Oxford University Press. Retrieved 10 August 2017.
9. ↑  Drabkin, William. "Part (iii)". Grove Music Online. Oxford University Press. Retrieved 10 August 2017.